# Oecetis angusta
Oecetis angusta är en nattsländeart som först beskrevs av Banks 1920.  Oecetis angusta ingår i släktet Oecetis och familjen långhornssländor. Inga underarter finns listade i Catalogue of Life.